# Visual China Group
Visual China Group (VCG) è un'agenzia cinese di fotografia e media. Fondata nel 2000, è un fornitore di contenuti multimediali stock per l'industria dei media commerciali. VCG è attualmente il più grande fornitore di immagini e materiale multimediale in Cina e il terzo più grande al mondo.
Dal 2006, VCG è il distributore esclusivo dell'archivio di Getty Images in Cina. Nel gennaio 2016, Unity Glory International, una consociata di VCG, ha annunciato che avrebbe acquisito il business delle licenze per immagini di Corbis/Veer. Unity Glory a sua volta opera nel business che concede in licenza le librerie (gli archivi) Corbis a Getty per la distribuzione al di fuori della Cina tramite VCG. All'inizio del 2018, ha acquisito il sito Web di condivisione di foto e vendita stock denominato 500 px.

## Controversie
Nell'aprile 2019, dopo che il progetto Event Horizon Telescope ha catturato un'immagine del buco nero supermassiccio di Messier 87 - la prima immagine del genere nella storia - si scoprì che VCG aveva rivendicato la proprietà dell'immagine che non possedeva  e l'aveva messa in vendita sul proprio sito Web, mentendo sull'attribuzione della sua fonte (che lo aveva concesso in licenza per la distribuzione gratuita e l'uso sotto una licenza Creative Commons). Il tentativo di monetizzare un'immagine storica destinata alla distribuzione pubblica è stato criticato come opportunista.
Sulla scia della polemica, gli utenti di Sina Weibo (compresa la Lega della Gioventù Comunista Cinese ) hanno scoperto altre immagini di cui VCG rivendicava la proprietà e la vendita, compresi i loghi aziendali e le immagini della bandiera cinese e dell'emblema nazionale . L'11 aprile 2019, le autorità di Tianjin hanno ordinato a VCG di risolvere questi problemi. Il giorno successivo, VCG dichiarò di aver "rimosso tutte le foto non conformi e chiuso volontariamente il sito per un rinnovamento in conformità alle relative leggi ". La controversia ha causato un calo dei prezzi delle azioni del 10% per tre giorni lavorativi consecutivi.